# Romano, o Grande
Romano Mistislaviche (em ucraniano:  Роман Мстиславич; em russo:  Рома́н Мстисла́вич, local desconhecido, c.1150 - Zawichost, Reino da Polônia, 19 de junho de 1205), conhecido como Romano, o Grande, foi príncipe de Novogárdia (1168-1170), Volínia (1170-1187, 1188-1199), Galícia (1188), o primeiro príncipe da Galícia-Volínia (1199-1205) e grão-duque de Kiev (1201, 1204). A Crônica da Galícia-Volínia o intitula "Autocrata de Toda a Rússia" e também o chama de "(Czar) na Terra Russa". Na Crônica de Ipatiev, sob o ano de 6709 (1201), ele é chamado de "Grão-Duque Romano" e "Autocrata de Toda a Rússia".
Filho mais velho do príncipe voliniano, e mais tarde grão-duque de Kiev, Mistislau II e da princesa polonesa Inês, filha de Boleslau III.
Fundou o ramo Romanoviche dos Ruriquidas, que governaria a Galícia-Volínia até 1340.
Romano morreu em uma batalha com os poloneses na Batalha de Zawichost.